# Margaret Atwood
Margaret Eleanor Atwood (Ottawa, 1939. november 18. –) kanadai író, költő, irodalomkritikus és feminista aktivista. Többek között a Man Booker-díj és az Arthur C. Clarke‑díj díjazottja. Kétszer részesült irodalmi téren állami kitüntetésben (Governor General's Award). Atwood az utóbbi idők egyik legelismertebb és legtermékenyebb regényírója[forrás?], de mint költő is figyelemreméltó az irodalmi munkássága. Sok versét mítoszok és tündérmesék inspirálják, melyek iránt nagy érdeklődést mutatott gyerekkora óta. Novellái számos folyóiratban megjelentek.

## Élete
Margaret az Ontario állambeli Ottawában született Carl Edmund Atwood zoológus és Margaret Dorothy Killiam étkezési tanácsadó három gyereke közül másodikként. Mivel apja erdei rovarokat tanulmányozott, Atwood kiskorának nagy részét az észak-quebec-i erdőkben töltötte. Gyermekkora fennmaradó része Ottawa, Sault Ste. Marie és Toronto között zajlott le. Tizenegy éves koráig nem járt rendszeresen iskolába. Rendszeresen olvasott, szerette a szépirodalmi műveket, a Grimm testvérek meséit, a kanadai állatvilágról szóló történeteket, és a képregényeket. Iskolai tanulmányait a Leaside High School-ban végezte a torontó-i Leaside-ban; itt érettségizett 1957-ben.
Hatéves korában kezdett el írni és alig volt tizenhat éves, amikor úgy döntött, hogy író lesz. 1957-ben megkezdte tanulmányait a Victoria Egyetemen – a Torontói Egyetem része – Jay Macpherson és Northrop Frye professzorok kezei alatt. 1961-ben diplomát szerzett irodalomból, filozófiából és a francia nyelvből (Bachelor of Arts).
1961 őszén, miután kitüntették az E. J. Pratt-éremmel a magánköltségen kiadott Double Persephone című verseskötetéért, a Woodrow Wilson-ösztöndíjjal megkezdte tanulmányait a Harvard Egyetemen. Itt 1962-ben középfokú diplomát szerzett (Master's Degree), és még két évig ugyanitt folytatta tanulmányait. Doktorátusát soha nem kapta meg, mert „Az angol metafizikus romantika” című disszertációját nem fejezte be. 1965 és 1972 között különböző egyetemeken tanított: University of British Columbia (1965), Sir George Williams University in Montreal (1967-68), University of Alberta (1969-79), University in Toronto (1971-72).
1968-ban Atwood férjhez ment egy Jim Polk nevű férfihoz, majd 1973-ban elváltak. Nem sokkal ezután megismerkedett a regényíró Graeme Gibsonnal, akivel összeköltözött. Az észak-torontói Alliston nevű városban telepedtek le Ontario államban. Lányuk, Eleanor Jess Atwood Gibson 1976-ban született (előző házasságából Graeme Gibson-nak két fia van, Matt és Grae). Atwood manapság Toronto és Pelee Island (Ontario) között osztja meg idejét.
Párjával mindketten tagjai a Kanadai Zöld Pártnak, és támogatói Elizabeth May-nek, a párt vezetőjének. Atwoodnak erős és határozott véleménye van a környezetvédelemről. Javaslatai közé tartozik a benzinnel működő fűnyírók betiltása. Otthonában energia-korlátozó eszközöket vezetett be, például léghűtés helyett házát kinyitható ponyvatetőkkel és tetőablakokkal szereltette fel. Élettársával egy hibrid-típusú autóval közlekednek.

## Munkássága
Irodalmi munkássága sokrétű; a tudományos fantasztikus irodalmi zsánertől kezdve a dél-ontarió-i rémregényeken át mindennel kísérletezett már. Sokan feminista írónak tartják, mivel legtöbb művében felbukkan a nemek közötti különbségek kérdése. Írásai szerteágazóak. Témái közé tartozik Kanada nemzeti identitása, Kanada, az Amerikai Egyesült Államok és Európa kapcsolata; foglalkoztatják az emberi jogok, környezetvédelmi problémák kérdései, a nőiesség társadalmi felfogása. Az utóbbival kapcsolatban a női test művészeti megjelenítéséről, a nők társadalmi és gazdasági kihasználtságáról, és a nők és férfiak közti kapcsolatokról is ír. Leghíresebb regénye, A szolgálólány meséje (The Handmaid's Tale, 1985) egy jövőbeli, a nőket elnyomó társadalomról fest hátborzongató képet. Guvat és Gazella című regényében és legújabb esszéiben különös érdeklődést (és aggodalmat) mutat a nem megfelelően szabályozott biotechnológia iránt.

## Művei

### Regényei
- The Edible Woman (1969)
- Surfacing (1972)
- Lady Oracle (1976)
- Life Before Man (1979)
- Bodily Harm (1981)
- The Handmaid's Tale (1985) – kétszeres díjnyertes: Arthur C. Clarke Award (1987); Governor General's Award (1985)
- Cat's Eye (1988)
- The Robber Bride (1993)
- Alias Grace (1996) – díjnyertes: Giller Prize (1996)
- The Blind Assassin (2000) – díjnyertes: Man Booker-díj 2000)
- Oryx and Crake (2003)
- The Penelopiad (2005)
- The Year of the Flood (2009)
- MaddAddam (2013)
- The Heart Goes Last (2015)
- Hag-Seed (2016)
- The Testaments (2019)

### Verseskötetek
- Double Persephone (1961)
- The Circle Game (1964) – a Governor General's Award nyertese (1966)
- Expeditions (1965)
- Speeches for Doctor Frankenstein (1966)
- The Animals in That Country (1968)
- The Journals of Susanna Moodie (1970)
- Procedures for Underground (1970)
- Power Politics (1971)
- You Are Happy (1974)
- Selected Poems (1976)
- Two-Headed Poems (1978)
- True Stories (1981)
- Love songs of a Terminator (1983)
- Interlunar (1984)
- Morning in the Burned House (1996)
- Eating Fire: Selected Poems 1965-1995 (1998)
- The Door (2007)

### Novellagyűjtemények
- Dancing Girls (1977) – kétszeres díjnyertes: St. Lawrence Award for Fiction; Award of The Periodical Distributors of Canada for Short Fiction
- Murder in the Dark (1983)
- Bluebeard's Egg (1983)
- Through the One-Way Mirror (1986)
- Wilderness Tips (1991)
- Good Bones (1992)
- Good Bones and Simple Murders (1994)
- The Tent (2006)
- Moral Disorder (2006)

### Antológiai szerkesztések
- The New Oxford Book of Canadian Verse (1982)
- The Canlit Foodbook: From Pen to palate – A Collection of Tasty Literary Fare (1987)
- The Oxford Book of Canadian Short Stories in English (1988)
- The Best American Short Stories (1989, Shannon Ravenellel közösen)
- The New Oxford Book of Canadian Short Stories in English (1995)

### Novellák
- Death by Landscape
- Rape Fantasies (1977)
- Unearthing Suite (1983)
- When it Happens (1983)
- Freeforall (1986)
- Homelanding (1989)
- Daphne and Laura and So Forth (1995)
- Half-Hanged Mary (1995)
- The Labrador Fiasco (1996)
- Shopping (1998)
- Bread
- Happy Endings

### Gyermekkönyvek
- Up in the Tree (1978)
- Anna's Pet (1980) – Joyce C. Barkhouse-szal közösen
- For the Birds (1990) – Shelly Tanakával közösen
- Princess Prunella and the Purple Peanut (1995)
- Rude Ramsay and the Roaring Radishes (2003)
- Bashful Bob and Doleful Dorinda (2006)

### Egyéb írások
- Survival: A Thematic Guide to Canadian Literature (1972)
- Days of the Rebels 1815-1840 (1977)
- Second Words: Selected Critical Prose (1982)
- Strange Things: The Malevolent North in Canadian Literature (1995)
- Negotiating with the Dead: A Writer on Writing (2002)
- Moving Targets: Writing with Intent, 1982-2004 (2004)
- Writing with Intent: Essays, Reviews, Personal Prose–1983-2005 (2005)

## Magyarul megjelent művei
- Sérülés (regényrészlet, in: Nagyvilág, 1983/9., ford. Fencsik Flóra)
- Fellélegzés (Surfacing) Budapest, Európa Könyvkiadó (Modern könyvtár), 1984. ISBN 963-07-3604-7 (ford. L. Pataricza Eszter)
- A marslakó (in: Nagyvilág, 1984/3., ford. Nemes Anna)
- Jelentős pillanatok anyám életében (in: Nagyvilág, 1990/12., ford. Koncz Virág)
- Bűnevő (in: Pompeji, 1994/4., ford. Gábor Katalin)
- Zabszerda (in: Holmi, 1994/6., ford. Fencsik Flóra)
- A vak bérgyilkos (The Blind Assassin) Pécs, Jelenkor, 2003. ISBN 963-676-335-6 (ford. Siklós Márta)
- A szolgálólány meséje (The Handmaid's Tale) Szeged, Lazi, 2006. ISBN 963-7138-83-8 (ford. Mohácsi Enikő)
- Ólomkor (in: Nadine Godimer: Mesélő, szerk.) Budapest, Ulpius-ház Könyvkiadó, 2006. (ford. ???)
- Pénelopeia (The Penelopiad) Budapest, Palatinus, 2007. ISBN 978-963-9651-59-3 (ford. Géher István)
- Amikor bekövetkezik (in: Galaktika, 230. (2009/5., ford. ???)
- Guvat és Gazella (Oryx and Crake) Budapest, Európa Könyvkiadó, 2012. ISBN 978 963 07 9445 9 (ford. Varga Zsuzsanna)
- Újszülött a fán [Tree Baby]. (in: Galaktika, 294/40). (ford. Sohár Anikó)
- Az özönvíz éve (The Year of the Flood) Budapest, Európa Könyvkiadó, 2015. ISBN 978 963 07 9930 0 (ford. Varga Zsuzsanna és Horváth Viktor)
- Élettörténetek [Life Stories] (in: Nagyvilág, 2015/7, ford. Sohár Anikó)
- Ne legyen több fotó [No More Photos] (in: Nagyvilág, 2015/7, ford. Sohár Anikó)
- Téli mesék [Winter’s Tales] (in: Nagyvilág, 2015/7, ford. Sohár Anikó)
- A macskánk mennybe megy [Our Cat Enters Heaven] (in: Nagyvilág, 2015/7, ford. Sohár Anikó)
- Erszényes farkas-ragu [Thylacine Ragout] (in: Nagyvilág, 2015/7, ford. Sohár Anikó)
- Gyorsabban [Faster] (in: Nagyvilág, 2015/7, ford. Sohár Anikó)
- Megettük a madarakat [Eating the Birds] (in: Nagyvilág, 2015/7, ford. Sohár Anikó)
- Az Idő hajlik [Time Folds] (in: Nagyvilág, 2015/7, ford. Sohár Anikó)
- De még mindig [But It Could Still] (in: Nagyvilág, 2015/7, ford. Sohár Anikó)
- A szolgálólány meséje; ford. Mohácsi Enikő; 2. jav. kiad.; Jelenkor, Bp., 2017
- Alias Grace; ford. Csonka Ágnes; Jelenkor, Bp., 2017
- Boszorkánymagzat. A vihar, Shakespeare újra; ford. Varga Zsuzsanna, versford. Horváth Viktor; Kossuth, Bp., 2017
- A vak bérgyilkos; ford. Siklós Márta; 2. jav. kiad.; Jelenkor, Bp., 2018
- Csibe Böbe túl messzire megy [Chicken Little Goes Too Far] (in: Tiszatáj Online, ford. Sohár Anikó http://tiszatajonline.hu/?p=121013)
- Valami történt [Something Happened] (in: Tiszatáj Online ford. Sohár Anikó http://tiszatajonline.hu/?p=121013)
- Hang [Voice] (in: Tiszatáj Online ford. Sohár Anikó http://tiszatajonline.hu/?p=121013)
- Palack II [Bottle II] (in: Tiszatáj Online ford. Sohár Anikó http://tiszatajonline.hu/?p=121016)
- A sátor [The Tent ]) (in: Tiszatáj Online ford. Sohár Anikó http://tiszatajonline.hu/?p=121016)
- Guvat és Gazella. Maddaddam-trilógia 1.; ford. Varga Zsuzsanna; 2. jav. kiad.; Jelenkor, Bp., 2019
- Az özönvíz éve. Maddaddam-trilógia 2.; ford. Varga Zsuzsanna, versford. Horváth Viktor; 2. jav. kiad.; Jelenkor, Bp., 2019
- Maddaddam. Maddaddam-trilógia 3.; ford. Csonka Ágnes , Jelenkor, Bp., 2019
- Testamentumok. A Szolgálólány meséje 2.; ford. Csonka Ágnes; Jelenkor, Bp., 2019
- Az ehető nő; ford. Csonka Ágnes; Jelenkor, Bp., 2020
- Macskaszem; ford. Csonka Ágnes; Jelenkor, Bp., 2020
- Legvégül a szív; ford. Csonka Ágnes; Jelenkor, Bp., 2021
- Rendbomlás; ford. Csonka Ágnes; Jelenkor, Bp., 2022
- Pénelopeia; ford. Géher István; 2. jav. kiad.; Jelenkor, Bp., 2023

## Fordítás
- Ez a szócikk részben vagy egészben  a   Margaret Atwood című angol Wikipédia-szócikk fordításán alapul.  Az eredeti cikk szerkesztőit annak laptörténete sorolja fel. Ez a jelzés csupán a megfogalmazás eredetét és a szerzői jogokat jelzi, nem szolgál a cikkben szereplő információk forrásmegjelöléseként.

## Szakirodalom
- Carrington de Papp, I. Margaret Atwood and Her Works. Toronto: EWC, 1985
- Cooke, N. Margaret Atwood: A Biography. Toronto: ECW, 1998
- Hengen, Shannon and Ashley Thomson. Margaret Atwood: A Reference Guide, 1988-2005. Lanham, MD: Scarecrow Press, 2007
- Howells, Coral Ann. Margaret Atwood. New York: St. Martin’s, 1996
- Howells, Coral Ann. The Cambridge Companion to Margaret Atwood. Cambridge: Cambridge University Press, 2006. ISBN 0-521-54851-9
- Rigney, B. Margaret Atwood. Totowa, NJ: Barnes & Noble, 1987
- Rosenburg H. J. Margaret Atwood. Boston: Twayne, 1984
- Sullivan, Rosemary. The Red Shoes: Margaret Atwood Starting Out. Toronto: HarperFlamingoCanada, 1998. ISBN 0-00-255423-2